# Basilewskyanus elisabethae
Basilewskyanus elisabethae är en skalbaggsart som beskrevs av S. Endrödi 1956. Basilewskyanus elisabethae ingår i släktet Basilewskyanus och familjen Aphodiidae. Inga underarter finns listade.